# نادي الأمل (فلسطين)
نادي الأمل الرياضي هو نادي فلسطيني تأسس عام 1995 ويقع النادي في منطقة حي الأمل في محافظة خان يونس.

## مشاركات محلية
- كأس فلسطين لأندية قطاع غزة[2]